# Film u 1963.
◄◄ | ◄ | 1960. | 1961. | 1962. | 1963.  | 1964. | 1965. | 1966. | ► | ►►
Arhitektura • Astronautika • Astronomija • Biologija • Film • Fotografija • Glazba • Kazalište • Kemija • Kiparstvo • Knjige • Književnost • Kršćanstvo • Meteorologija • Medicina • Planinarstvo • Politika • Pravo • Promet • Slikarstvo • Strip • Šport • Televizija • Znanost • Zrakoplovstvo • Željeznički promet
Film u 1963.

## Svijet

### Filmovi
- Dva pukovnika, talijanska ratna komedija

## Vanjske poveznice
|  | Zajednički poslužitelj ima još gradiva o temi Filmovi iz 1963. |